# Jeremiah Theus
Jeremiah Theus, parfois écrit Jeremiah Theüs (5 avril 1716 – 17 mai 1774) était un peintre américain du XVIIIe siècle né en Suisse. Il exécuta essentiellement des portraits dans la région de Charleston.

## Biographie
Jeremiah Theus est né dans la ville de Coire, dans le canton suisse de Graubünden. Il était le fils aîné de Simeon et d'Anna Walser Theüs. À l'âge de 19 ans, il émigra avec sa famille dans la Province de Caroline du Sud. Son père profita de la politique de l'Assemblée générale de Caroline du Sud qui encourageait l'installation de protestants européens dans la colonie par l'octroi de terres. Jeremiah ouvrit son atelier puis une école de dessin en 1744. Theus se maria deux fois à Charleston. Le premier mariage eut lieu le 13 janvier 1741 avec Cathrina Elizabeth Shaumlöffel. Le couple eut cinq enfants. Cathrina mourut en 1754 en donnant naissance à un enfant mort-né. Theus se remaria l'année suivante avec une veuve nommée Rosanna Hilt. Theus travailla au clocher de l'église épiscopale de St. Michael en 1756. Il fut pendant longtemps le seul peintre réputé de Charleston jusqu'à l'arrivée d'Henry Benbridge, qui avait étudié en Italie. Le peintre anglais John Wollaston résida deux années dans la ville et influença Theus. Theus mourut à Charleston en 1774. Son testament témoigne de sa réussite puisqu'il possédait plusieurs hectares de terres et des esclaves.

## Œuvre
Le travail de Theus se résume à des compositions simples, généralement des portraits. Comme de nombreux autres peintres de cette époque, il réalisa également des miniatures. Nous connaissons trois tableaux de grandes dimensions : le premier est une portrait d'Elizabeth, femme de Peter Manigault et datant de 1757. Il peignit deux autres portraits de Barnard Elliott Jr. et de sa femme vers 1766, qui s'inspirent de la manière noire. Dans ses portraits d'enfants, dont une vingtaine subsiste, Theus utilisa un grand nombre de poses différentes et représenta des paysages en arrière-plan. Il fit également des copies comme celle du portrait de Christiana Broughton par Henrietta Johnston. Aujourd'hui, les œuvres de Theus sont exposées dans plusieurs musées américains : Brooklyn Museum of Art, Worcester Art Museum, Gibbes Museum of Art, Telfair Academy of Arts and Sciences, Metropolitan Museum of Art et musée des beaux-arts de Boston.

## Source de traduction
- (en) Cet article est partiellement ou en totalité issu de l’article de Wikipédia en anglais intitulé « Jeremiah Theus » (voir la liste des auteurs).